# Sebastes matsubarai
Sebastes matsubarai är en fiskart som beskrevs av Hilgendorf, 1880. Sebastes matsubarai ingår i släktet Sebastes och familjen kungsfiskar. Inga underarter finns listade i Catalogue of Life.